# 王之晉
王之晉（1592年—1667年），字錫侯，河南汝州寶豐縣人，軍籍，明末清初政治人物。

## 生平
天啟四年（1624年）甲子科河南鄉試舉人，五年（1625年）乙丑科進士。授文安縣知縣，崇禎二年（1629年）調安肅縣知縣，四年（1631年）調樂亭縣知縣，所至皆有政績，六年（1633年）升戶科給事中，升刑科右給事中。甲申之變後，隨福王朱由崧南渡，任兵科都給事中。
弘光元年（1645年）南京陷落，王之晉降清，順治二年（1645年）起為江南按察司副使、兵備蘇松，四年（1647年）致仕歸里，康熙六年（1667年）十一月卒。

## 著作
著有《門內瑣言》、《講學要語》。